# Gontran Décoste
Gontran Décoste, né le 24 avril 1957 à Saint-Jean-du-Sud, dans l'arrondissement de Port-Salut, département du Sud à Haïti, est un jésuite haïtien, évêque du diocèse de Jérémie depuis août 2009 à la cathédrale Saint-Louis-Roi-de-France de Jérémie.

## Biographie
Il est ordonné prêtre le 1er juillet 1984 pour le diocèse des Cayes. Quatorze ans plus tard, le 21 septembre 1998, il entre dans la Compagnie de Jésus et fait son noviciat au Québec (Canada). 
De retour à Haïti, il s’occupe de la formation des jeunes jésuites et enseigne la théologie au grand séminaire de Notre-Dame d'Haïti à Port-au-Prince où il est également directeur spirituel. 
Le 6 août 2009,le pape Benoît XVI le nomme évêque de Jérémie en fonction à la cathédrale Saint-Louis-Roi-de-France de Jérémie. Il est consacré le 18 octobre 2009 par Mgr Joseph Serge Miot, archevêque de Port-au-Prince, avec comme co-consécrateurs Bernardito Auza et Pierre-André Dumas. 